# Alvise Contarini (diplomatico)

Stemma di Alvise Contarini

Alvise Contarini (Venezia, 23 aprile 1597 – Venezia, 11 marzo 1651) è stato un diplomatico italiano della Repubblica di Venezia.

## Biografia

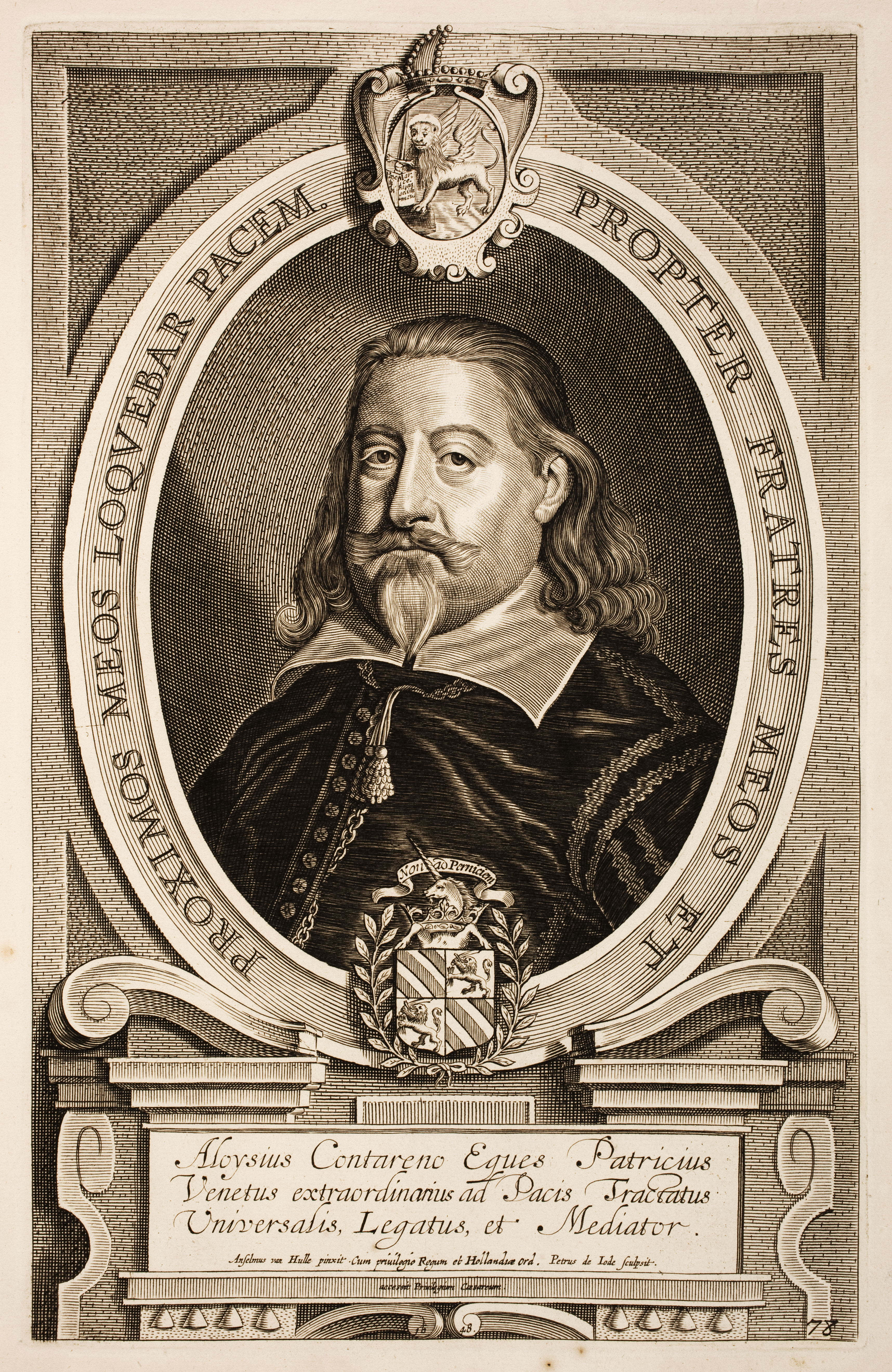
Incisione di Alvise Contarini

Nato a Venezia da Tommaso Contarini del ramo della Madonna dell'Orto e da Marina Pisani, Alvise Contarini iniziò a prestare servizio della Repubblica nel 1618 e già nel 1623 era arrivato ad ottenere un livello di prominenza tale da essere eletto al Maggior Consiglio.
Iniziò la sua carriera diplomatica come ambasciatore presso la Repubblica Olandese . Nel 1626 fu nominato ambasciatore in Inghilterra e nel 1629 divenne ambasciatore in Francia dove riuscì a convincere il re Luigi XIII a stringere un'alleanza con Venezia per impedire alle truppe degli Asburgo d'Austria di occupare la Valtellina . Giocò inoltre un ruolo cruciale nel persuadere il cadinale Richelieu a sostenere l'intervento della Svezia nella Guerra dei Trent'anni nel 1630. Nel 1632 fu nominato ambasciatore presso la corte papale, prima di recarsi a Costantinopoli dove fu bailo dal 1636 al 1641. 
Nel 1641 Contarini venne inviato al Congresso di Münster. In queste vesti trascorse i successivi sette anni tentando di negoziare la fine della Guerra dei Trent'anni, un processo che si concluse con la Pace di Vestfalia. Contarini fu particolarmente importante in questo processo in quanto fu visto come un membro neutrale, che godeva della fiducia di tutti i partiti. Dato che l'ambasciatore papale, il cardinale Fabio Chigi, si rifiutò di incontrare i principi protestanti, che considerava eretici, Contarini svolse il ruolo di intermediario tra il cardinale e i protestanti durante le trattative.
Morì a Venezia nel 1651.

## Intitolazioni
A Contarini è stato intitolato l'Istituto Contarini per la mediazione dell'Università di Hagen.